# Maigret und die Bohnenstange (Hörspiel, 1959)
Maigret und die Bohnenstange ist ein Hörspiel nach dem gleichnamigen Kriminalroman des belgischen Schriftstellers Georges Simenon, das 1959 vom Südwestfunk mit Leonhard Steckel in der Titelrolle nach der Übersetzung von 1956 durch Ernst Sander realisiert wurde. Auf der identischen Textfassung des Bearbeiters Gert Westphal, der hier auch Regie führte, basierte ebenfalls die Fassung des Bayerischen Rundfunks von Regisseur Heinz-Günter Stamm aus dem Jahre 1961, die jedoch dank ihrer prominenteren Besetzung und der Tatsache, dass sie im Gegensatz zu der älteren Fassung auf Tonträger erhältlich ist, einen höheren Bekanntheitsgrad besitzt.
In dem Kriminalroman löst Titelheld Jules Maigret dank der Hilfe einer ehemaligen Prostituierten, die den Spitznamen „die Bohnenstange“ trägt, den Mord an der Ehefrau eines Zahnarztes, wobei zu Anfang noch nicht einmal eine Leiche vorhanden ist.

## Inhalt
Das Hörspiel spielt in den Sommermonaten Anfang der 1950er Jahre in Paris beziehungsweise dessen Vorstadt Neuilly. An einem hochsommerlichen Donnerstag leiden Maigret und seine Kollegen im Quai des Orfèvres bereits vormittags sowohl unter der Hitze und den durch das stets von ihm geöffnete Fenster fliegenden Wespen, als der Kommissar unerwarteten Besuch erhält.
Ernestine Jussiaume, geborene Micou, wegen ihrer auffälligen Statur „die Bohnenstange“ genannt, eine „Ehemalige“, bittet den Kommissar um Beistand. Dieser hatte sie zehn Jahre zuvor kurzerhand in der Rue de Lune nackt von seinen Gendarmen in ein Tischtuch wickeln lassen, weil sie sich alkoholisiert weigerte zwecks einer Vernehmung in einem Eigentumsdelikt im Hauptquartier zu erscheinen und sich daher nicht bekleiden wollte. Sie hatte damals ihre Kollegin Lulu durch Aussageverweigerung schützen wollen. Da sich Maigret resolut aus der Situation gezogen hatte, verdiente er wohl den Respekt der Frau. Ernestine macht sich große Sorgen um ihren Ehemann Alfred, „den Trauerkloß“, der ihrer Meinung nach „keiner Fliege etwas zuleide tun kann“ und sich „alles so grundlos zu Herzen nimmt“ – daher auch sein Spitzname.
Der frühere Angestellte der Tresorfirma Blanchard „arbeitet“ seit Jahren auf der „Gegenseite“ als Safeknacker. Nun nutzt er sein Wissen, um die Geldschränke seines früheren Arbeitgebers zu plündern, gerade jene, die er vor Jahren selbst eingebaut hat. Als er des Nachts im Büro dabei ist, den Tresor des Zahnarztes Guilleaume Serre in Neuilly aufzubrechen, fällt das Licht kurzzeitig auf das Gesicht eines weiblichen Leichnams, der Blut auf der Brust und einen Telefonhörer in der Hand hat. In Panik flieht er mit dem Zug außer Landes, um nicht mit dem Mord in Verbindung gebracht zu werden. Ernestine berichtet er nur kurz per Telefon vor seiner Abreise vom Gare du Nord von dem Erlebten und bleibt mit codierten Postkarten mit ihr in Kontakt. Da dem Kommissar weder eine Vermisstenmeldung, ein Einbruch noch ein Mordfall in dieser Gegend gemeldet wurde, muss Maigret den Hinweis anzweifeln. Somit macht Maigret sich selbst auf den Weg zum Haus Serres, um sich ein Bild von dem womöglichen Fall zu machen und zunächst nur den eventuellen Einbruch zu verfolgen.
In Neuilly wird er in der Rue de la Ferme von der Mutter des Hausherrn, einer alten Dame von Mitte 70, formvollendet und katzenfreundlich empfangen, die bestimmt verneint, dass bei ihnen eingebrochen wurde. Das Fenster wäre bereits bei einem Unwetter eine Woche zuvor zerbrochen. Daraufhin wäre es jedoch von ihrem Sohn selbst, der alles Mögliche im Haus eigenständig repariert, wiederhergestellt worden. Serre selbst ist abweisend bis zur Unhöflichkeit und will Maigret abkanzeln, was der Kommissar jedoch kontert. Als Maigret erfährt, dass Serres Ehefrau Marie an diesem Wochenende ihren Mann für immer verlassen wollte, schöpft der Ermittler allmählich Verdacht, dass mehr hinter der Geschichte Ernestines stecken dürfte. Doch sowohl beide Serres betonen, dass die Trennung in beiderseitigem Einverständnis stattgefunden habe – man habe sogar noch zusammen zu Abend gegessen, bevor Monsieur Serre seine Frau mit seinem Wagen zum Bahnhof gefahren habe.
Vom Hausmädchen der Familie, Eugénie, die ihre Dienstherren als „Zecken“ bezeichnet, erfährt Maigret nun die nächsten zielführenden Hinweise: die Ehe zwischen der gebürtigen Nordfriesin Marie von Aerts und Guillaume Serre war wegen dessen Gefühlskälte und der offenkundigen Eifersucht der Schwiegermutter unglücklich, Serres erste Ehefrau verstarb bereits früh an einem Herzinfarkt, er selbst und auch Marie sind herzkrank, sein eigener Vater starb ebenfalls am Infarkt, als Guillaume im Teenageralter war. Stets erbte er eine nicht unbeträchtliche Summe. Da selbst weitere Befragungen der Hausbewohner und eine Hausdurchsuchung keine weiteren Indizien für einen Mord erbringen, lässt Maigret das Haus observieren und den in der Garage stehenden Wagen der Serres heimlich von einem Spurentechniker untersuchen: Doch außer auffälligen Schrammen von einem schweren Gepäckstück an der Kofferraumkante ist nichts Besonderes zu finden. Dank einer Aussage einer aufmerksamen Nachbarin, die des Nachts ausgerechnet aufgrund der Zahnschmerzen ihres Mannes aufstehen musste, kann Maigret belegen, dass Monsieur Serre seinen Wagen doch des Nachts erneut bewegt hat. Auch weiterhin sind dem Kommissar die Hände gebunden. Erst der Briefwechsel mit Maries engster Freundin in Amsterdam, Gertrude Coostine, und deren weiteren Aussagen helfen ihm in doppelter Hinsicht, da er mit ihrer offiziellen Vermisstenmeldung bei den niederländischen Behörden endlich regelrechte Ermittlungen anstellen kann. Gertrude berichtet ihm neben vielen Details davon, dass Marie im Besitz einer kleinen Pistole gewesen sei, von dem sie bei einem weiteren Schwächeanfall Gebrauch machen werde, da sie fürchte, von ihrer Schwiegermutter vergiftet zu werden. Als Marie dies Madame Serre senior drohte, habe diese über ihren Sohn darauf bestanden, dass die Kugeln aus der Waffe entfernt werden müssen. Allerdings habe Marie Reservemunition besessen, mit der sie die Waffe unverzüglich nachgeladen habe.
Als Maigret bei dem in der Nähe befindlichen Haushaltswarenhändler kontrolliert, ob Serre, der dort aufgrund seiner zahlreichen „Do-it-yourself“-Arbeiten ein Konto, auch die Materialien am fraglichen Tag erworben hatte, stellt er fest, dass Serre wenig später erneut das Fenster repariert haben musste. Mit dem Kontobuch konfrontiert, knickt Serre beim Verhör im Hauptquartier ein und behauptet zunächst, dass es sich um Devisenschmuggel und Steuerhinterziehung gehandelt habe, an dem sich selbst Marie bei ihren früheren Reisen in ihr Vaterland beteiligt haben, was auch den schweren Koffer mit doppelten Boden erklärt hätte. Da der Kommissar parallel dazu Madame Serre senior verhört und mittels einer im Zeugenzimmer platzierten Ernestine indirekt Druck als vermeintlich brutaler Polizist ausübt, will Monsieur Serre die Schuld für den Tod Maries auf sich nehmen. Doch Maigret provoziert seine Mutter, die aus Habgier sowohl ihren eigenen Mann als auch ihre Schwiegertöchter umgebracht hat, um vordergründig weiterhin die erste und einzige Frau in Guillaumes Leben bleiben zu können. Da Marie ihre Waffe zur Abwehr zog, Monsieur Serre sie zum Schutz seiner Mutter seinerseits erschoss, hatten die Serres es jedoch diesmal mit einer Leiche zu tun, die man nicht als natürlichen Todesfall ausgeben konnte. Somit versenkte man ihre Leiche innerhalb des Koffers in der nahegelegenen Seine. Madame Serre senior hatte jedoch – wie Maigret abschließend darlegte – unter dem Druck sogar erwogen ihren eigenen Sohn in einer Verhörpause eine überhöhte Dosis eines Herzmedikaments zu verabreichen, um sich selbst in Sicherheit zu bringen. Dies erklärt auch ihr unnachgiebiges Drängen auf ein Treffen mit ihrem Sohn. Ihr eigentliches Tatmotiv war somit nicht Mutterliebe, sondern Habgier.
Durch die Aufklärung des Mordes kann der „Trauerkloß“ nun wieder zurück nach Paris kommen. Er muss dank Maigret keine weitere Strafverfolgung in diesem Fall fürchten, auch wenn seine Ernestine daran zweifelt, dass er irgendwann seinen Traum vom letzten großen und erfolgreichen Einbruch aufgeben wird, damit beide auf dem Land leben können.

## Hintergrund
Neuilly ist ein Vorort von Paris, in der die Rue de la Ferme parallel zum Boulevard Richard-Wallace verläuft. Zwischen 1936 und 1938 hatte der Schriftsteller Simenon ein Apartment am Boulevard Richard-Wallace gemietet, sodass ihm die Umgebung gut bekannt war.
Auf Sanders Übersetzung und Gert Westphals Bearbeitung basierten beide deutschsprachigen Hörspieladaptionen von 1959 und 1961, die von unterschiedlichen Radiosendern und Sprechern eingespielt wurden. Letztere Fassung war mit Paul Dahlke, Hans Clarin, Rolf Boysen und Hanne Wieder prominenter besetzt und ist bis heute die einzige, die auf Tonträger erhältlich ist, da sie der Audio Verlag 2005 in einer Sonderauflage zusammen mit vier anderen Maigret-Hörspielen neu veröffentlichte.

## Rezension
Im Zusammenhang mit den Hörspieladaptionen wurde die zugrunde liegende Ruhe der beschriebenen Fälle gelobt: „Das Reizvolle an Simenons Werken ist die Ruhe, die sie ausstrahlen. Simenon hat nie Action-Krimis geschrieben. Der Erzählstil gleicht einem langsam fließenden Fluss. Hier haben die handelnden Personen genug Zeit, sich vor den Augen des Lesers nachvollziehbar zu entwickeln.“

## Vorlagen
- Maigret et la Grande Perche. Presses de la Cité, Paris 1951.
  - Maigret und die Bohnenstange. Deutsche Übersetzung von Ernst Sander, KiWi, Stuttgart 1956.